# Слов'яни

Країни, де слов'янські мови є державними. Світло-зелений — західні, темно-зелений — східні, чорний — південні слов'янські мови

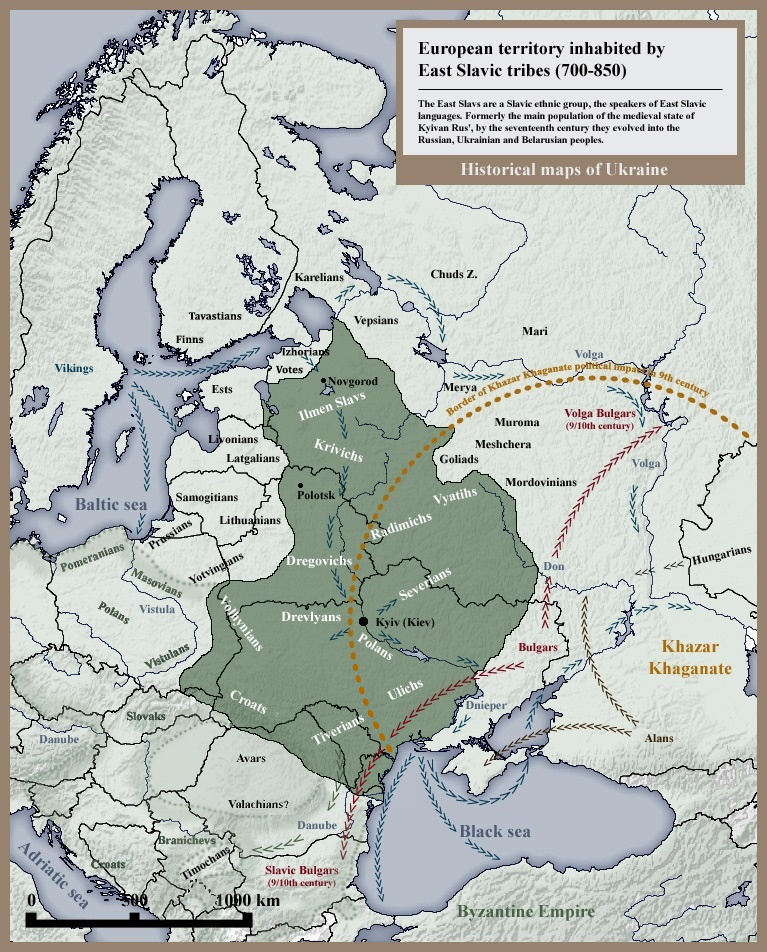
Східнослов'янські племена (700—850 роки)

Карта Європи 814 року, що показує розподіл слов'янських племен і Перше Болгарське царство по відношенню до Каролінгської імперії та Візантійської імперії.

Поширення венедських (слов'янських), сарматських (іранських) та германських племен на кордоні Римської імперії в 125 р. н. Візантійські джерела описують венетів як предків склавенів (слов'ян).

Слов'я́ни (прасл. *slověne, староцерк.-слов. словѣне, болг. славя́ни, рос. і русин. славя́не, словен. slováni, slovéni, біл. славя́не, słavianie, серб. і мак. словени, sloveni, хорв. і босн. slaveni, пол. słowianie, чеськ. slované, словац. slovania, каш. słowiónie, в.-луж. słowjenjo, н.-луж. і сіл. słowjany) — найбільша в Європі етномовна група людей, які розмовляють різними слов'янськими мовами більшої балто-слов'янської мовної гілки індоєвропейських мов. Нині слов'яни розселені від Центрально-Східної Європи до Далекого Сходу. Традиційно слов'ян поділяють на західних (поляки, чехи, словаки, лужицькі серби), східних (українці, білоруси, росіяни), південних (болгари, серби, хорвати, словенці, македонці, боснійці, чорногорці).
Останнім часом слов'янські мови поділяють на центральну та периферійну групи. До центральної зараховують лужицьку, чеську, словацьку та українську мови, малопольський діалект польської мови, південнобілоруські діалекти; до периферійної — решту мов та діалектів.
Більшість слов'ян традиційно є християнами. Східне православне християнство, вперше запроваджене місіонерами з Візантійської імперії, сповідує більшість слов'ян. До православних слов'ян належать білоруси, болгари, македонці, чорногорці, серби, українці та росіяни, і вони визначені східними православними звичаями та кирилицею (білоруси, чорногорці та серби також використовують парелельно латинську абетку на рівних умовах).
Другим за поширеністю у слов'ян типом християнства є католицизм, запроваджений латиномовними місіонерами із Західної Європи. Слов'яни-католики включають хорватів, чехів, кашубів, поляків, сілезійців, словаків, словенців та лужицьких сербів і визначаються їхнім латинським впливом, спадщиною та зв'язком із Західною Європою. Мільйони слов'ян також належать до греко-католицьких церков — тобто історично православних громад, які нині перебувають у видимій єдності зі Святим престолом та Латинською церквою, утворюючи разом Католицьку церкву, але зберігають візантійські звичаї, такі як русини (в Україні вважаються етнографічною групою українців), а також значні меншини українців та білорусів. Існують також значні протестантські, зокрема лютеранські, меншини, особливо серед західних слов'ян, наприклад, історичні богемські (чеські) гусити.
Деякі слов'янські етнічні групи традиційно дотримуються ісламу. Слов'янські етнічні групи з більшістю мусульман включають босніїв, помаків (болгар-мусульман), горанців, торбешів (македонських мусульман) та етнічних мусульман. Серед етнічних сербів, чорногорців, хорватів, словенців та самовизначених югославів є також мусульманські меншини, а також зростаюча спільнота новонавернених серед етнічних росіян.
Сучасні слов'янські нації та етнічні групи значно різноманітні як генетично, так і культурно, і відносини між ними — навіть у межах окремих груп — коливаються від «етнічної солідарності до взаємних почуттів ворожості».

## Етимологія
Термін «слов'яни» загальноприйнятої етимології не має. Найбільш переконливе виведення від якогось гідроніма. Існують кілька версій походження етноніму «слов'яни»:
- Назва має топонімічне походження; можливо, це назва одного зі слов'янських племен, що згодом поширилась на всі народи (нижче наведено конкретні племінні етноніми на слов-). Конкретний топонім надійно ототожнити не вдається, ймовірно, це назва річки; порівняйте Славутич (Дніпро), Случ, сюди ж польські назви річок Sława, Sławica, сербське Славница. Ці гідроніми походять із індоєвропейського кореня зі значенням «обмивати», «очищати»[5][7]. Вказувалось на литовське село Šlavė́nai на річці Šlavė̃ як на точну етимологічну паралель назви «словѣне», що утворилась у такому разі від гідроніма[8].

- Часто етимологію самоназви пов'язують зі словом «слово». У такий спосіб «слов'яни» — люди, що говорять «словами» (тобто по-нашому). Порівняно із цим назва неслов'янського люду (тобто іншомовних племен) — нѣмьци, тобто «німі». Аналогічного походження самоназва албанців — shqiptarët («ті, що зрозуміло говорять»). Цю етимологію відкидали багато вчених через те, що етноніми на «-ѣне», «-яні» пов'язані практично завжди з топонімами, а не з абстрактними поняттями[7]. Зі славістів XX століття її обстоював Р. О. Якобсон[8].

- Етимологія самоназви йде до індоєвропейського кореня *kleu-, основне значення якого «чути» і часто трапляється в різних уживаннях у значенні «слава» й «популярність». У такий спосіб слов'яни — це «відомі люди», тобто люди, про яких чутно, про яких йде поголос, про яких йде слава[9]. Ця точка зору, популярна в XIX столітті, нині фактично не має прихильників; спільнослов'янським є саме оголосовування з -о-, у той час як оголосовування з -а- є наслідком вторинного зближення зі словом слава з XVI—XVII століття.[7]; крім того, правильне й попереднє заперечення щодо сполучуваності суфікса.

- Назва пов'язана зі slaṷos — народ, порівн. грецьке λᾱός; прихильниками такого погляду були Й. Ю. Міккола[7] та С. Б. Бернштейн[8].

- У Візантії слов'яни використовувалися як раби, а у випадку потреби — як воїни.[10] У грецькій (середньогрецьке σκλάβος — раб, звідси пізньолатинське sclavus, німецьке Sklave, арабське «сакаліба», зворотна калька з латини — склавіни тощо)[11][12].

Німецький історик К. Герке, вважає однозначно доведеним, що слов'яни — давніша самоназва, ніж етнонім склавіни («раби») так що найімовірніша етимологія цього терміна перегукується зі «словом», тобто слов'яни називали себе так, протиставляючи політичні цілі.

## Населення
| Нація              | Держави              | К-сть                          |
| ------------------ | -------------------- | ------------------------------ |
| Росіяни            | Росія                | 130 000 000                    |
| Українці           | Україна              | 46 700 000–51 800 000          |
| Поляки             | Польща               | ~50 000 000 (57 393 000)       |
| Серби              | Сербія               | 12 100 000–12 500 000          |
| Чехи               | Чехія                | 12 000 000[відсутнє в джерелі] |
| Болгари            | Болгарія             | 10 000 000                     |
| Білоруси           | Білорусь             | 10 000 000                     |
| Хорвати            | Хорватія             | 8 000 000[сторінка?]           |
| Словаки            | Словаччина           | 6 940 000                      |
| Босняки (боснійці) | Боснія і Герцеговина | 2 800 000–4 600 000            |
| Словенці           | Словенія             | 2 500 000                      |
| Македонці          | Північна Македонія   | 2 200 000                      |
| Чорногорці         | Чорногорія           | 500 000                        |

## Зародження і розселення
Приблизно 3500 років до нашої ери люди, які замешкували понтійські степи, уперше у світі приручили коня й за тисячу років принесли індоєвропейські мови до Центральної Европи. Деякі науковці, поєднуючи дані археології, лінгвістики та генетики, доводять, що степи між Волгою та Доном стали прабатьківщиною індоєвропейських мов та племен з виділенням балто-слов'янської групи племен на рубежі IV та III тисячоліть до нашої ери та поділом цієї групи на балтів та слов'ян у середині ІІ тисячоліття до нашої ери. Цей поділ стався в лісах на півночі України та на просторах сучасної Білорусі та Польщі, тоді як причорноморські степи на той період контролювали носії іранських мов.

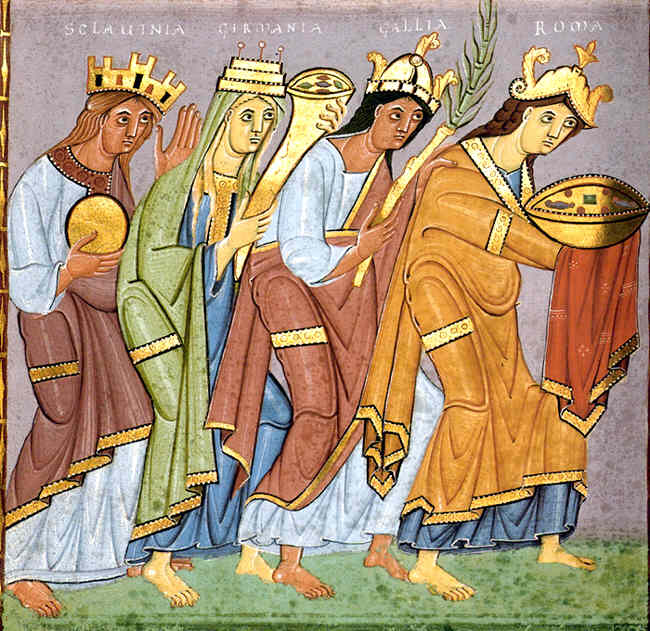
Зображення раннього слов'янина як уособлення «Склавінії», з Євангелія Оттона, 990 рік нашої ери

Історики звертають увагу як чи не на найважливішу ознаку етносу на самосвідомість, що фіксується насамперед у самоназві. Самоназва «слов'яни» (у видозміненій відповідно до фонетичних норм грецької мови формі «склавини») вперше згадується Прокопієм Кесарійським (середина VI століття) в оповіді про події 512 року. Оскільки в історичних джерелах VI століття слов'яни виступають як достатньо консолідована спільнота зі значним військовим потенціалом, припускають, що вона склалася напередодні появи слов'ян на північних кордонах Візантії впродовж 5 століття, але навряд чи помітно раніше, адже слов'яни не згадуються жодним синхронним джерелом серед народів, які брали участь у бурхливих подіях гунського часу (кінець IV — 1-ша половина V століття) у Східній та Центральній Європі.
Поруч із власне слов'янами («склавинами») в джерелах також фігурують анти, які, згідно з авторами VI століття, за мовою, віруваннями та побутовою культурою не відрізнялися від склавинів і походили з ними «від одного кореня». У склавинах та антах дослідники вбачають потестарні об'єднання, так звані союзи племен. Термін «анти», на відміну від «слов'яни»/«склавини», не є самоназвою, він має іраномовне походження. Неслов'янською є також і назва «венети»/«венеди». Нею, зокрема, у Йордана позначені спільні предки склавинів та антів, з якими в IV столітті воював вождь готів Германаріх. Втім дехто із сучасних дослідників доволі скептично ставиться до прямого ототожнення із праслов'янами венедів, які згадуються в різних частинах центральних та східноєвропейських теренів у I столітті (Пліній Старший, Тацит).
За сучасними уявленнями, територія етнокультурної кристалізації слов'ян визначається як смуга вздовж межі лісової та лісостепової зон між Віслою на заході та Дніпро-Донським міжріччям на сході. У межах цього регіону упродовж кінця I тисячоліття до н. е. — I тис. н. е. простежується низка генетично пов'язаних між собою археологічних культур, у носіях яких вбачають як власне ранньоісторичність слов'ян, так і їхніх безпосередніх попередників. Гіпотези щодо іншого розташування «прабатьківщини» слов'ян (вісло-одерська, карпато-дунайська) натепер становлять виключно історіографічний інтерес.
На думку історика Миколи Аркаса:

Про Слов'ян вперше згадують чужі письменники у І та II столітті.., але звуть їх венетами. Тільки через 500 років вперше бачимо наймення «словен», «славен», і то звуть так не всіх слов'ян, тільки західних. Саме наймення слов'ян пішло найскоріш од слово — то-б то се такі люде, що говорять зрозуміло по людськи, а не «німці», що говорити не вміють.

### Докиївські часи

#### Уявлення про держави та племена слов'ян
Більша частина майбутніх слов'янських земель в III—IX ст. входила частково до складу земель Римської імперії, а частково до складу різних державних утворень, які виникали і зникали на цих землях внаслідок союзу племен Великого Степу — скіфів, сарматів, болгар, гунів, обрів тощо. Першою відомою державою слов'ян вважають князівство Само що існувало в VII ст. на території сучасних Чехії і Нижньої Австрії.

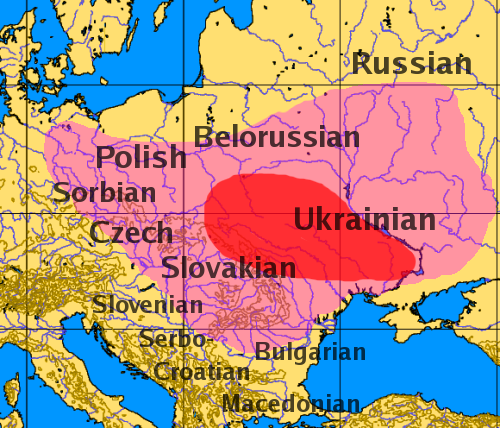
Slavic distribution origin

Історія слов'янських земель в докиївські часи — це історія панування тимчасових союзів племен Великого Степу, які стали предками сучасних слов'янських, тюркських і угро-фінських народів Євразії, а також історія постійної взаємодії з племенами, які стали предками сучасних романо- і германомовних народів. Саме ця мішанина народів і культур заснована на місцевій стародавній, доісторичній культурній і світоглядній основі породила людей, які стали називати себе слов'янами.
Середньовічний вчений Мавро Орбіні, автор «Опису історії народу слов'янського», яка була видана 1609 року, зазначає: «На думку Іоанна Дубравія, слов'яни або словіни отримали своє ім'я від „слово“ (slouo), що у сарматів означало „слово“, оскільки всі сарматські народи, розсіяні по кругу земель, розмовляють однією мовою».
У середині I тисячоліття н. е. слов'янські племена ще не мали об'єднуючо-загальної назви «слов'яни». В кожному з регіонів Європи в зоні контактів з сусідами, їхні племена мали окремі власні імена. На Півночі фінські племена звали їх Venäja, на Заході — германські племена звали їх Венеди, Венети (суч. нім. Wenden), Візантійці звали східну групу слов'янських племен Антами, а південних подунайських слов'ян Склавинами, звідси назва перейшла до арабів — Скаліба (sqãliba). Оскільки в ранньому Середньовіччі Візантія була країною з найрозвиненішою писемною культурою, візантійська (греко-латинська) назва Південних (Балканських) слов'янських племен згодом поширилась і на Східні та Західні слов'янські племена.
Автори середньовічних руських літописів вважали, що частина слов'ян після всесвітнього потопу розташовувалася поруч з Іллірією.
Історик XV ст. Ян Длугош стверджував про існування слов'янської країни «Склавінія», «Склавонія» (див. склавіни)

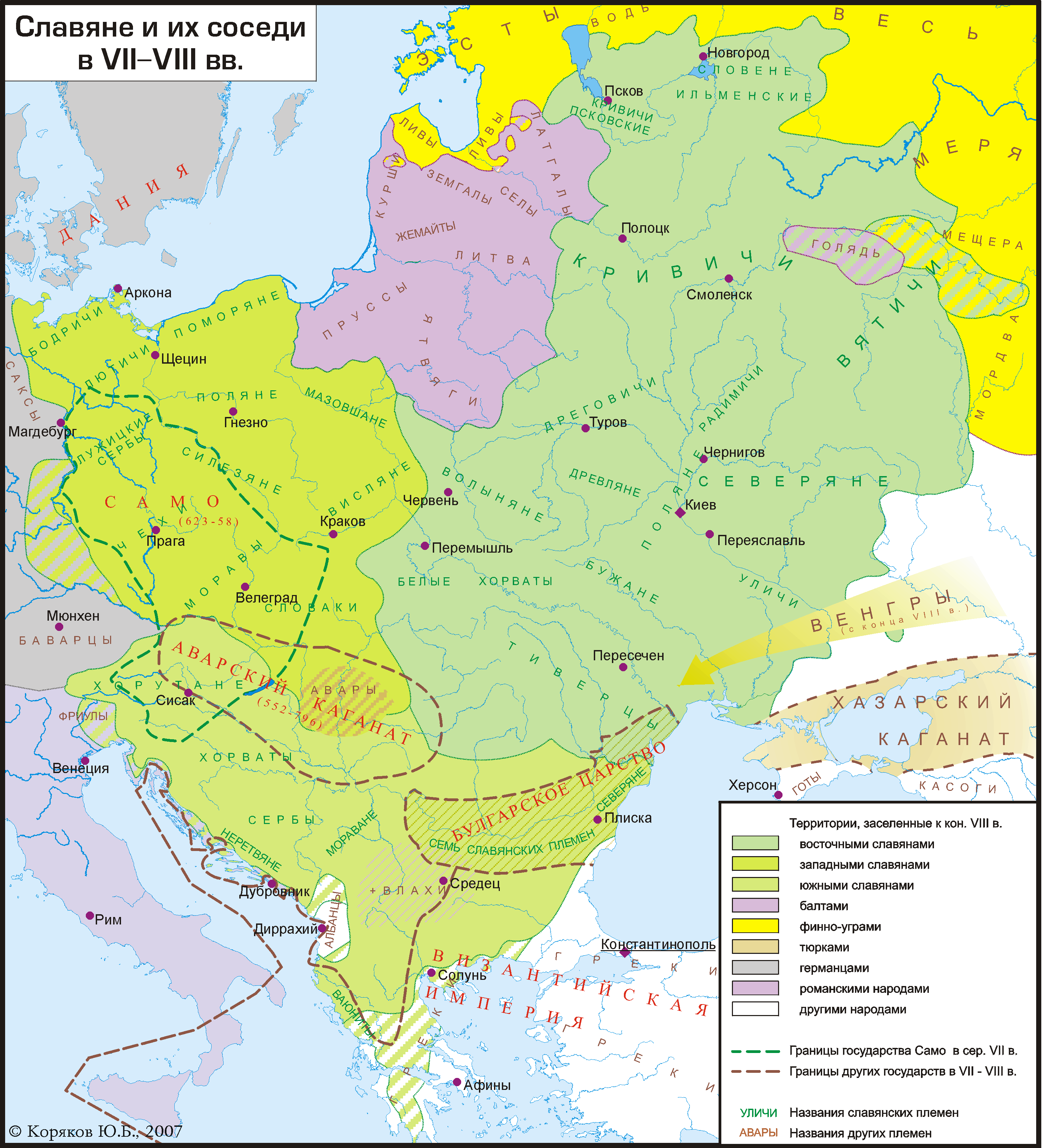
Розселення слов'ян у 7—8 століттях

Слов'янський історик Мавро Орбіні на основі доступних йому джерел на межі XVI—XVII ст. у книзі «Слов'янське царство» свідчить:

| «…Слов'янський народ озлоблював своєю зброєю ледь не всі народи світу; розорив Персику; володів Азією та Африкою, бився з єгиптянами та великим Олександром; підкорив собі Грецію, Македонію, Іллірійську землю; оволодів Моравією, Шленською землею, Чеською, Польською, і берегами моря Балтійського, пройшов в Італію, де довго воював проти римлян…Іноді був переможений, іноді мстився римлянам, іноді ж у битві був їм рівний…Нарешті, підкорив державу Римську, заволодів багатьма їхніми провінціями, розорив Рим… Володів Францією, Англією, встановив державу в Іспанії, оволодів найкращими провінціями в Європі… І від цього славного народу у давні часи пішли найсильніші народи, а саме – словяни, вандали, бургундіони, готи, острогони, руси або раси, візі готи, гепіди, гетналани, верли або ферули, авари, скіри, гіри, меланхлени, бастарди, певкіни, даки, шведи, нормани, фени або фіни, укри або украни, маркомани, квади, фракійці й іллірійці, венеди або енети, що заселили берег моря Балтійського, і розділилися на багато начал… Всі були вони народ словянський…» |
Ось що пише Орбіні про походи русів: 
| «.. брали вони (слов'яни) участь і в спустошливих походах в Європу та інші країни. При цьому, за свідченням Герберштейна, по імені провідників тих походів їх всіх назвали готами. Потім вчитили руси велике спустошення й Грецькій Імперії. При імператорі Леві Лакопені у Великому морі флотилія з 15000 парусних суден з незліченною, як пише Зонара, кількістю воїнів, осадило Константинополь. Те ж повторювалось і за імператора Констянтина Мономаха. На основі цього можна говорити про величність і могутність слов'янського народу, який зміг за короткий час створити такий великий флот, що до цього ніякому іншому народу не вдавалось. Але грецькі письменники, намагаючись звеличити діяння свого народу, пишуть, що руси повернулись додому майже з пустими руками. Єремія Руський в своїх літописах, напроти, свідчить про те, що руси перебили багатьох греків і повернулись додому з великою здобиччю..» |
Таким чином, слов'яни, так само як і їхні предки, і нащадки, під різними назвами зі стародавніх часів становлять важливу складову населення Європи і Великого Євразійського Степу і зробили значний внесок у розвиток суспільства і господарства у цій частині світу.
Нестор Літописець про походження слов'ян писав так:
| По довгих же часах сіли слов'яни по Дунаєві, де єсть нині Угорська земля і Болгарська. Од тих слов'ян розійшлися вони по Землі і прозвалися іменами своїми,— [од того], де сіли, на котрому місці. Ті, що, прийшовши, сіли по ріці на ймення Морава, і прозвалися моравами, а другі чехами назвалися. А се — ті самі слов'яни: білі хорвати, серби і хорутани. Коли ж волохи найшли на слов'ян на дунайських, і осіли між них, і чинили їм насильство, то слов'яни ті, прийшовши, сіли на Віслі і прозвалися ляхами. А від тих ляхів [пішли одні, що] прозвалися полянами, другі ляхи [прозвалися] лютичами, інші — мазовшанами, ще інші — поморянами [35]. |
| "По раздрушеніи же столпа и по раздѣлении языкъ, прияша сынове Симовы въсточныя страны, а Хамовы же сынове полуденныя страны; Афетови же сынове западъ прияша и полунощьныя страны. Оть сихъ же 70 и дву языку бысть языкъ Словенескъ отъ племени же Афетова, нарицаемѣи Норци, иже суть Словенѣ."[36] |

### Сучасність

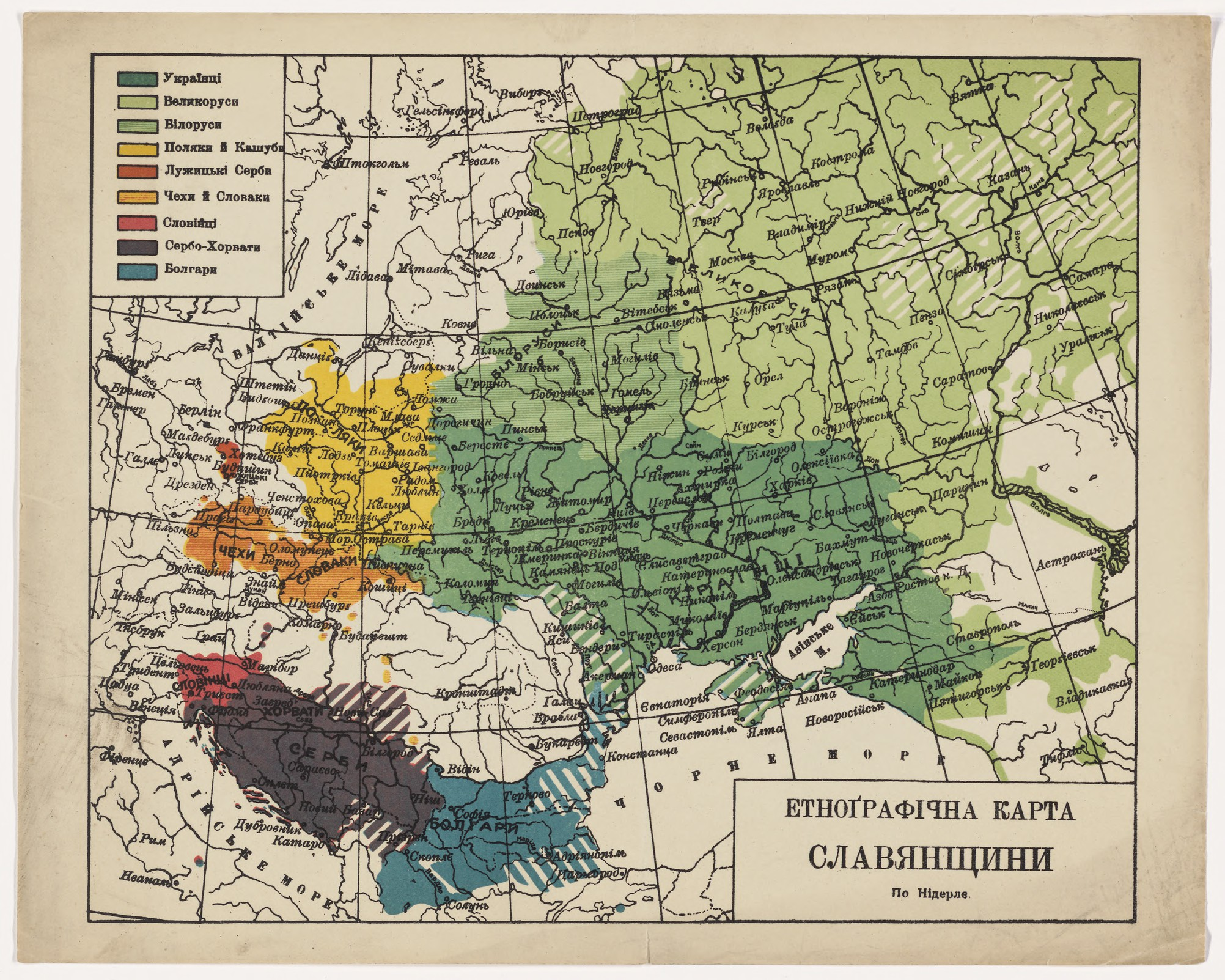
«Етноґрафічна карта славянщини», український переклад мапи Любора Нідерле 1912 року

Слов'яни населяють близько 20 % території Європи від Балтійського моря до Адріатичного і від Лаби до Волги. Згідно з географічним критерієм, поділяються на західну, східну і південну групи.
До західнослов'янської групи належать поляки, кашуби, лужичани, чехи, словаки (а також колишні носії нині мертвих мов — полаби й словінці). До східних слов'ян включають українців, білорусів та росіян. До південнослов'янських народів належать серби, хорвати, македонці, болгари, словенці.
Перші слов'янські літературні пам'ятки збереглися з XI ст.
Писемність на основі кирилиці та латинської графіки (раніше, частково — арабського письма та глаголиці).

## Генетика
Незважаючи на мовну спорідненість, генетично слов'яни мають значні відмінності, що показує участь у їхній генезі різних етнічних спільнот.
Дані в таблиці округлені до цілих чисел з урахуванням того, що через низьку статистику точність виміру частоти гаплогруп (пропорція в генофонді) перевищує відсоток. Наведені дані тільки для найбільш поширених в Європі гаплогруп. Об'єднані комірки відповідають даним по старих гаплогрупах (HG2=I1a+I1b).
Частки гаплогруп в складі генів сучасних слов'ян такі:
| Народи            | Кількість, людей | R1a, % | R1b, % | I1a, % | I1b, % | N1c, % | E3b1, % | J2, % | Примітки                                                            |
| ----------------- | ---------------- | ------ | ------ | ------ | ------ | ------ | ------- | ----- | ------------------------------------------------------------------- |
|                   |                  |        |        |        |        |        |         |       |                                                                     |
| Українці          | 50               | 46     | 2      | 5      | 16     | 5      | 8       | 6     | Вибірка 585 осіб для I1b                                            |
| Росіяни (північ)  | 380              | 37     | 5      | 6      | 6      | 35     | 0       | 1     | Архангельська і Вологодська області                                 |
| Росіяни (центр)   | 364              | 47     | 8      | 5      | 10     | 16     | 5       | 1     | Тверська, Псковська і Смоленська області                            |
| Росіяни (південь) | 484              | 55     | 5      | 4      | 16     | 10     | 2       | 4     | Орловська, Курська, Воронезька, Білгородська області і Кубань       |
| всі росіяни       | 1207             | 47     | 7      | 5      | 12     | 20     | 4       | 3     |                                                                     |
| Білоруси          | 574              | 50     | 10     | 3      | 16     | 10     | -       | 2     | N3 =10% в середньому: від 8 % на півдні Білорусі до 19 % на півночі |
| Поляки            | 55               | 56     | 16     | 7      | 10     | -      | 4       | 3     | 56 % на вибірці 55 осіб: очікуваний діапазон 43—68 %                |
| Словаки           | 70               | 47     | 17     | 17     | 17     | 3      | 10      | 4     |                                                                     |
| Чехи              | 53               | 38     | 19     | 19     | 19     | 0      | 8       | 6     |                                                                     |
| Словенці          | 70               | 37     | 21     | 12     | 20     | 0      | 7       | 3     | 37 % на вибірці 70 осіб: очікуваний діапазон 27—49 %                |
| Хорвати           | 108              | 34     | 16     | 6      | 32     | -      | 6       | 6     | 34 % на вибірці 108 осіб: очікуваний діапазон 26—44 %               |
| Серби             | 113              | 16     | 11     | -      | 29     | -      | 20      | 7     | 16 % на вибірці 113 осіб: очікуваний діапазон 10—24 %               |
| Болгари           | 34               | 15     | 17     | -      | -      | -      | 21      | 11    | 15 % на вибірці 34 осіб: очікуваний діапазон 7—30 %                 |
|                   |                  |        |        |        |        |        |         |       |                                                                     |

2008 року відбулися певні зміни в назвах гаплогруп. Відповідність старих назв і нових (в дужках) такі: I1a (I1), I1b (I2), N3 (N1c), E3b1 (E1b1b1).
З огляду на географію домінування гаплогрупи мають такі умовні назви:
1. E — східно-африканська;
2. I — давньоєвропейська (поділяється на I1-скандинавську і I2-балканську);
3. N — балто-фінська (або фіно-угорська);
4. R1a — євразійська;
5. R1b — західноєвропейська.

Аналіз секвенування 97 геномів з України виявив понад 13 мільйонів генетичних варіантів, близько чверті загального генетичного різноманіття, виявленого в Європі. Серед них майже 500 000 варіантів раніше не задокументовані і, ймовірно унікальні. На генетичній карті українські геноми розташовані між північними західноєвропейськими популяціями. 

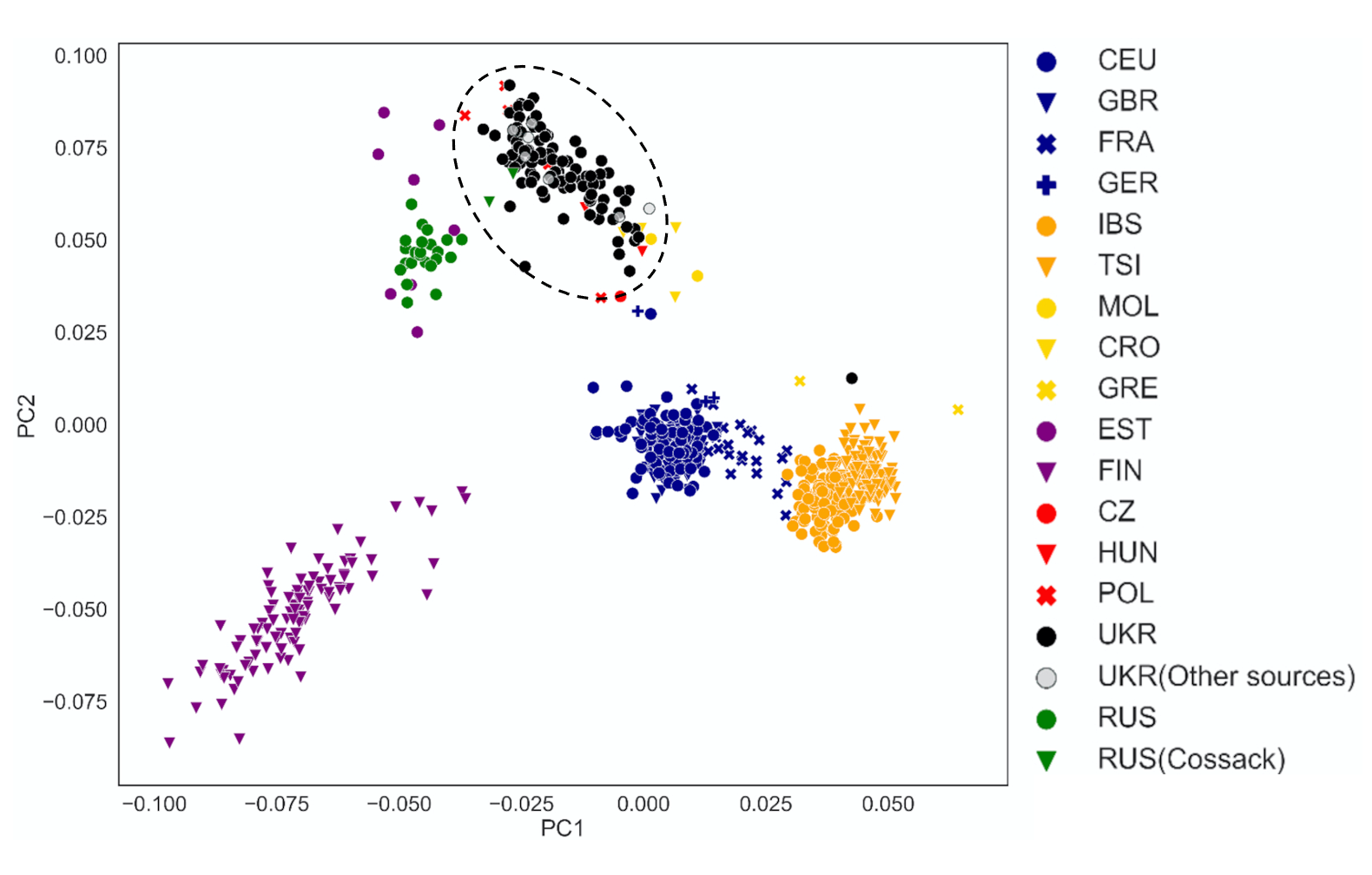
Principal Component Analysis of European populations from the Genome Ukraine Project

 В структурі популяції видно три компоненти, що відрізняються частотою від сусідніх народів. 

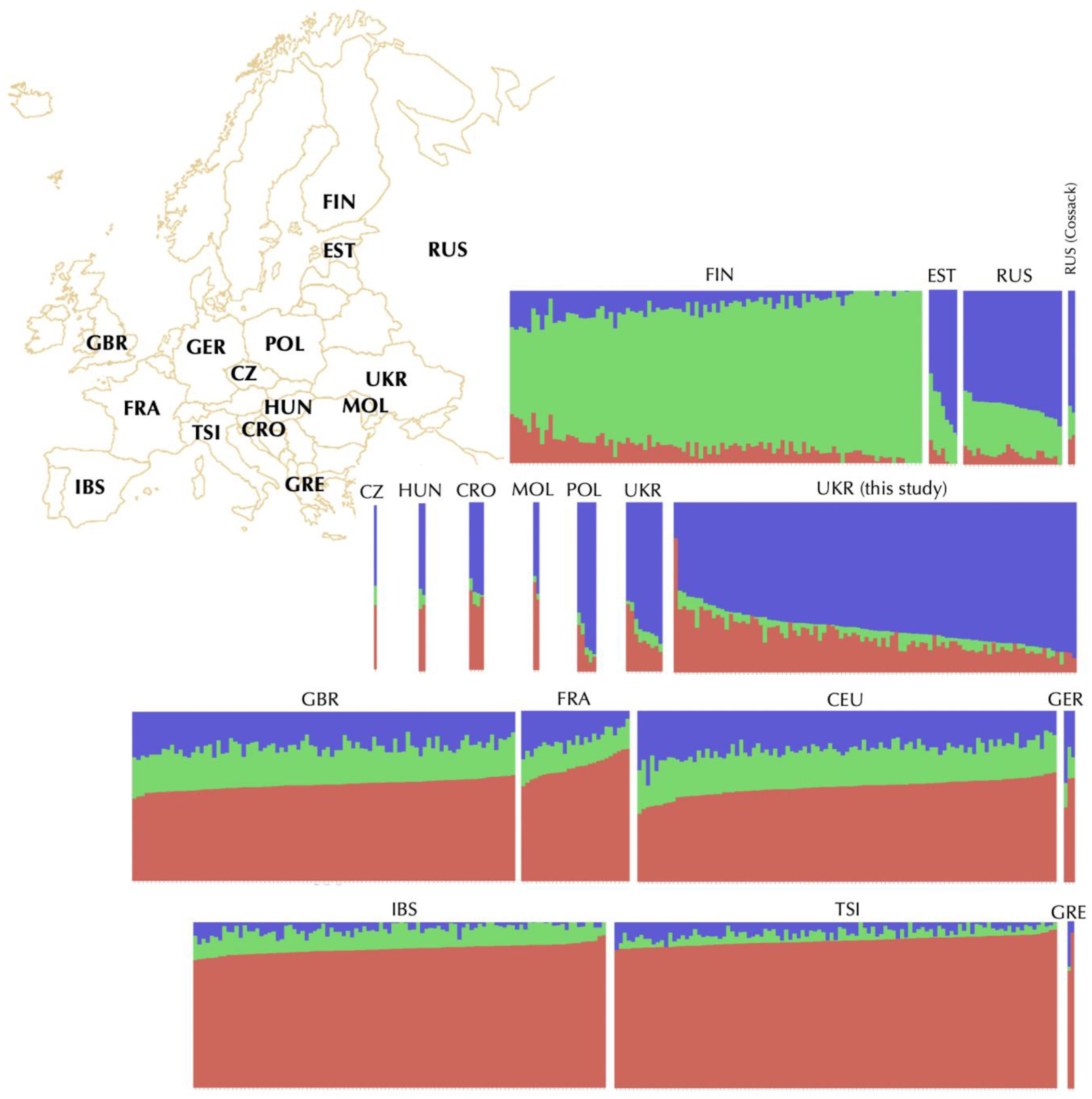
Structure plot of European populations from the Genome Ukraine Project

 Існує подібність у генетичній струкрурі між українцями з України та іншими народами центральної та центрально східної Європи, а також з жителями Балкан (див. Principal Component Analysis of European populations from the Genome Ukraine Project). Проте ця подібність може бути наслідком недостатньої представленості зразків із оточуючих популяцій, які поки що не представлені достатньою кількістю повногеномних даних.